# Piotr Brygierski

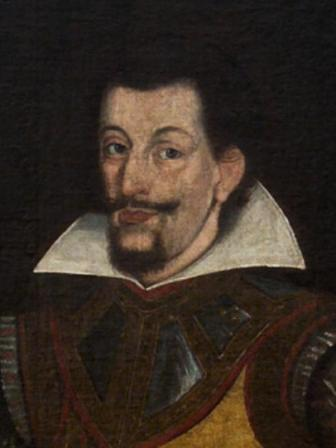
Adam Wenzel von Brygierski

Piotr Brygierski (* um 1630 in Großpolen, Polen-Litauen; † 1718 in Teschen, Herzogtum Teschen) war ein polnischer Barockmaler, der vor allem in und um Teschen wirkte.

## Leben
Brygierski stammte aus Großpolen. Er wurde in Kragink geboren, das möglicherweise mit Kraśnik gleichzusetzen ist. 1655 malte er die Taufe Christi die sich heute in der Kamaldulenserkirche in Krakau befindet. 1678 heiratete er Elżbieta Herman aus Teschen und zog in ihre Heimatstadt. 1682 erlangte er das Teschener Bürgerrecht. 1687 entwarf er das Projekt für den Dammbau an der Weichsel in Deutsch Weichsel. Er malte religiöse Gemälde sowie Porträts. Unter anderem porträtierte er den Herzog von Teschen Adam Wenzel. Seine Bilder befinden sich heute unter anderem in der Teschener Marienkirche und im Museum des Teschener Schlesien. Er war Vater des Malers Ludwik Antoni Brygierski.